# Himalchuli
Himalchuli - szczyt w Himalajach w Nepalu o wysokości 7 893 m n.p.m. Położony na południe od Manaslu. Himalchuli ma trzy wierzchołki: Wschodni (7893 m), Zachodni (7540 m) oraz Północny (7371 m). Himalchuli zajmuje 20. miejsce na liście najwyższych gór na świecie.
Pierwszego wejścia na szczyt dokonali w 1960 Hisashi Tanabe i Masahiro Harada. Północny wierzchołek został po raz pierwszy zdobyty w 1985 przez ekspedycję koreańską.